# Yamato (schip, 1941)
In 1937 begon men met de bouw van het Japanse slagschip Yamato (Japans: 大和). Het was tijdens de Tweede Wereldoorlog een slagschip van de Keizerlijke Japanse marine en werd in 1941 in het grootste geheim te water gelaten in de dokken van Kure. De Yamato is vernoemd naar de oude Japanse provincie Yamato. Het schip was samen met zusterschip Musashi het zwaarste slagschip dat ooit werd gebouwd; het was bewapend met 46-cm kanonnen en had een waterverplaatsing van ± 65.000 ton. Het schip werd door de Japanners gezien als een van de grootste troeven van Japan tijdens de Tweede Wereldoorlog en kreeg daarom een grote symbolische betekenis. Nadat het had deelgenomen aan de slag in de Filipijnenzee en de slag in de Golf van Leyte, kreeg het schip de opdracht om een zelfmoordmissie uit te voeren bij Okinawa tegen de geallieerden. Deze missie, genaamd Operatie Ten-gō (天号作戦)[1] mislukte echter nog voor het de kusten van Okinawa kon bereiken. Het schip zonk op 7 april 1945.

## Ontwerp
Door het afgesloten Verdrag van Washington in 1922 kwam er abrupt een einde aan het uitbreiden van de Japanse vloot. Dit hield in dat Japan maar een beperkt aantal eenheden mocht bezitten. Een aantal schepen dat op stapel stond werd als oefendoelwit gebruikt en een aantal werd omgebouwd tot vliegdekschip. Het ontwerpbureau van de marine, onder leiding van Keiji Fukada richtte zich vanaf eind jaren 20 meer op het ontwikkelen van de technische kant van de schepen die nog wel van stapel mochten lopen. Door nauwe banden met de Britse marine werd veel kennis uit het westen bestudeerd. Dit kwam terug in nieuw te bouwen schepen.
Vanaf 1930 besloot Japan gaandeweg dit verdrag te negeren. Het ontwerpbureau kreeg oktober 1934 de opdracht om een slagschip te ontwerpen dat de zwaarste Amerikaanse oorlogsbodems zou overtreffen. Er volgden 23 voorlopige versies. Als uitschieter was er de A-140, 294 meter lang, 42 meter breed en een waterverplaatsing van 69.500 ton.
De Yamato klasse slagschepen waren de grootste slagschepen ter wereld. De twee schepen die in deze klasse voltooid waren, waren de Yamato zelf en het zustership Musashi. Ze moesten het antwoord vormen op de superieure Amerikaanse industrie. De Amerikanen konden immers sneller en meer schepen produceren, dus was de enige optie voor Japan om individueel superieure schepen te bouwen die stand konden houden tegen meerdere Amerikaanse schepen tegelijkertijd.
In maart 1937 werd gekozen voor het definitieve ontwerp. Het Yamato-type werd ontworpen om de grootste slagschepen uit die tijd zoals de Britse King George V, de Duitse Bismarck en Tirpitz en de Amerikaanse Iowa te overschaduwen. Het schip bevatte veel nieuwe en opvallende kenmerken. De Yamato was het eerste schip van de Japanse marine dat een bulbsteven had. De lijn van het hoofddek varieerde in hoogte over de hele lengte van het schip. Tevens opvallend was de grote lengte-breedteverhouding. De grote breedte van het schip zorgde voor een zeer stabiel geschutsplatform en een prima zeegedrag. Ze bezat 46 cm geschuttorens, het zwaarste en sterkste geschut dat ooit permanent is geplaatst op een schip. Het gewicht van een drielingstoren was 2.774 ton. Het schip bezat er drie. In verband met de grote luchtverplaatsing tijdens het vuren aan dek werden de boten en vliegtuigen benedendeks geplaatst in speciale hangars. Het richten van het 46 cm-geschut gebeurde met een optisch vuurleidingsysteem. Pas in 1943 werd Yamato met radarsensoren uitgerust. Maar het richten bleef handwerk en beperkte de afstand tot het doel tot de visuele horizon. Dit was dan ook het zwaktepunt van deze klasse, vermits de Amerikaanse marine al gebruik maakte van een volledig radargestuurd systeem.
Opmerkelijk ook was de zeer zware bepantsering van de romp. Midscheeps bedroeg deze 41 cm dikte en maakte direct deel uit van de rompconstructie. De opbouw was uniek van uiterlijk en indeling. Tot die tijd waren de slagschepen van Japan voornamelijk herkenbaar aan de zeer hoge en open opbouw, ook wel pagodes genoemd. Yamato's opbouw was meer gesloten en zwaar gepantserd, met name de vitale posities. Het roersysteem was ook bijzonder. Gangbaar bij dit type schepen was dat er gestuurd werd met vaak twee roeren direct achter de voortstuwingsschroeven. Bij de Yamato was er een hoofdroerblad en een hulproerblad. Deze waren achter elkaar in de scheepslengte geplaatst, met 15 meter tussenruimte. Tijdens de proefvaart bleek echter dat het kleine hulproer een ingezette draai niet kon corrigeren. Verder was de Yamato als eerste slagschip uitgerust met een vroege vorm van klimaatregeling. Het schip had dan ook onder de bemanning de bijnaam 'Hotel Yamato'.

## Bouw

### Aanzet

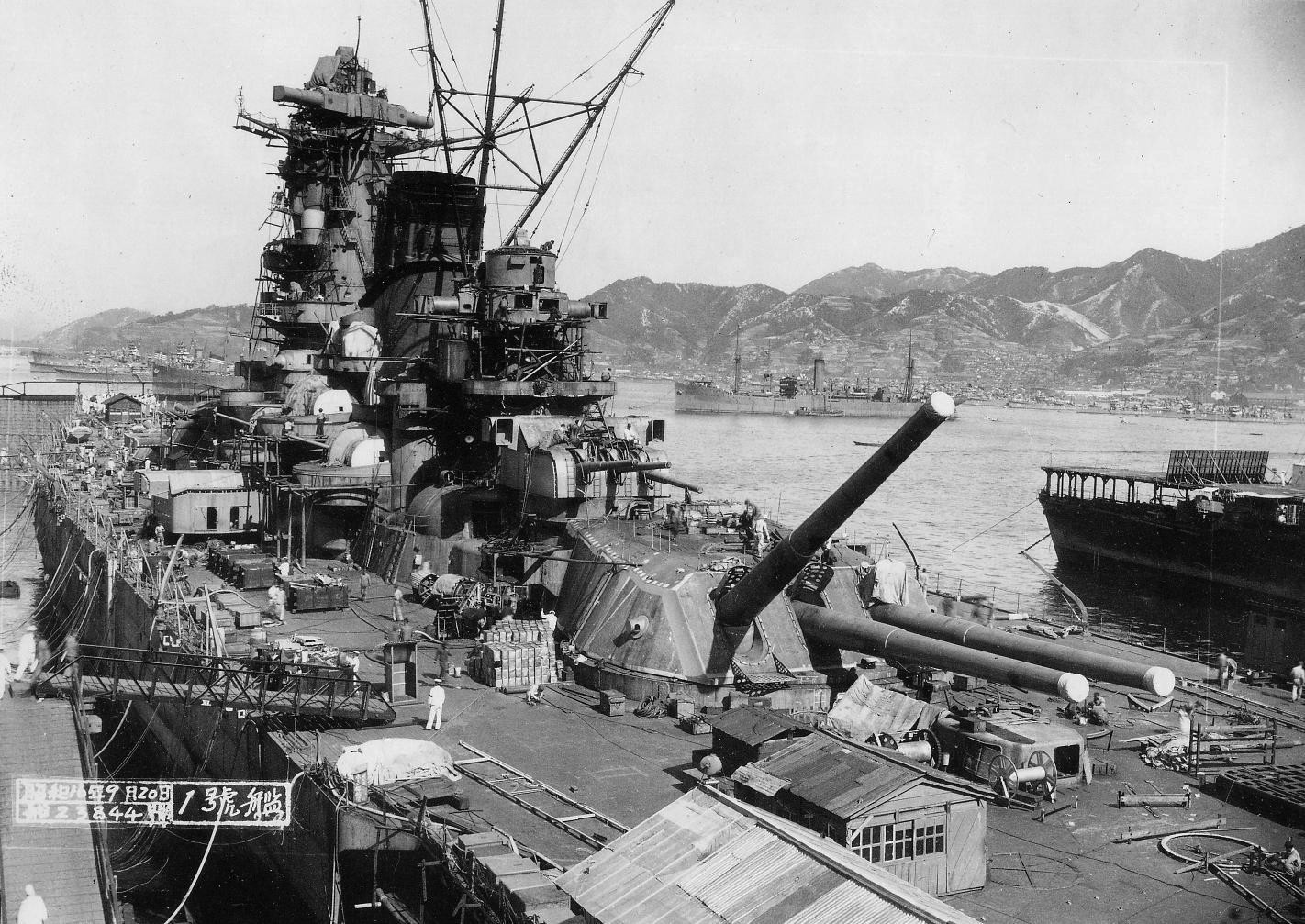
De Yamato in aanbouw

De eerste keer dat er gesproken werd over het Yamato-type slagschip was rond 1934, toen de Japanse Keizerlijke Marine overwoog om te breken met het Verdrag van Washington en het Verdrag van Londen. Deze verdragen waren ondertekend door de VS, Italië, Frankrijk, het Verenigd Koninkrijk en Japan. Er kwam een limiet op de totale oorlogsvloot. Op deze manier probeerde men een nieuwe wapenwedloop tegen te gaan.
De Japanse Marine was echter van mening dat Japan, zowel op economisch als militair vlak, beter af was zonder dit verdrag. De sleutel naar succes zou een soort van superslagschip zijn. Het zou het grootste, sterkste en snelste slagschip ooit worden, waartegen de Amerikaanse vloot geen schijn van kans zou hebben. In 1937 waren de plannen klaar en kon men aan de bouw beginnen. Dit gebeurde in de grootste geheimhouding in een speciaal gegraven droogdok in de scheepswerf van Kure. De werf werd speciaal omringd door hoge gebouwen en hekken, die het zicht van de buitenstaanders belemmerden. De werklieden werden in groepen opgedeeld en mochten enkel aan bepaalde onderdelen werken, zodat geen van hen het schip in zijn geheel zag.
Oorspronkelijk zouden er vijf schepen van deze klasse worden gebouwd. Maar omdat gedurende de bouw het tijdperk van de slagschepen ingehaald werd door de overheersing van vliegtuigen in de oorlog op zee, met als keerpunt de Slag om Midway kwamen deze er nooit. Tevens vormde het tekort aan grondstoffen later in de oorlog ook een probleem. Het derde schip, de Shinano (scheepswerf van Yokosuka) werd tot een vliegdekschip omgebouwd. Het vierde schip werd maar voor 30% afgemaakt. Het vijfde schip werd uiteindelijk geannuleerd.
Bouwtechnisch gezien waren Yamato en haar zusterschip Musashi zeer modern voor hun tijd. Er werd veel gebruikgemaakt van de nieuwe lasmethode. Tot die tijd was klinken de gangbare manier.

### Replenishment Programs
Nadat Japan met de Verdragen van Washington en Londen had gebroken, wilde het haar zeemacht verder uitbreiden door een grootschalig plan op te stellen. Japan had dit al twee keer gedaan, waardoor dit plan het "Third Replenishment Program" werd genoemd. Er zouden 66 schepen gebouwd worden, waaronder twee Yamato-type slagschepen en twee vliegdekschepen. In 1935 voorspelde prins Fushimi Hiroyasu dat wanneer Japan met de Verdragen zou breken, zijn zeemacht zeker zeventig tot tachtig procent zou bedragen van die van Amerika. Weliswaar dacht de Japanse Marine toen dat Amerika zich wel aan het verdrag zou houden, maar in realiteit was dit het begin van een nieuwe wapenwedloop. In 1938 besloot Amerika om zijn vloot verder uit te bouwen. Hierdoor besloeg de Japanse zeemacht nog maar de helft van de Amerikaanse.
Omdat Japan zijn positie in China niet wilde verliezen, besloot men om nog een Replenishment Program uit te werken. Het "Fourth Replenishment Program" zou bestaan uit tachtig schepen waarvan nog eens twee Yamato-types en dubbel zoveel vliegdekschepen. In 1940 reageerde Amerika hierop met nogmaals een uitbreiding van hun vloot. Toen de Japanse Marine hiervan hoorde, kwamen ze tot de conclusie dat ze in termen van hoeveelheid nooit zouden kunnen winnen van Amerika, en zich daarom beter zouden concentreren op de kwaliteit van hun schepen en met name de Yamato-types.
Het "Fifth Replenishment Program" van 1941 hield dan buiten de verdubbeling van het aantal schepen, ook nog eens drie extra superslagschepen. Statistisch gezien zou de Japanse zeemacht in 1941 het best stand kunnen houden tegen Amerika. Op hun toppunt beschikten ze over een capaciteit die 70 procent van de Amerikaanse vloot bedroeg.
Uiteindelijk werden er van de vijf Yamato-type slagschepen slechts twee volledig afgewerkt: de Yamato en de Musashi. 

### Karakteristieken
De Yamato, een 64.000 ton slagschip, zag er niet alleen indrukwekkend uit, maar vormde ook een gevaar voor de Amerikaanse schepen. Omdat de Yamato over meer dan 150 vuurwapens beschikte, waarvan negen 18.1-inch kanonnen , had het een nog nooit geziene vuurkracht. Daarnaast zorgde een solide laag staal voor een bijna volledige bescherming tegen de artillerie van de tegenpartij. Ondanks zijn gewicht was het schip ook zeer manoeuvreerbaar en kon het een snelheid van 27 knopen bereiken. De inzet van de Yamato werd dan ook als doorslaggevend gezien voor alle komende zeeslagen.

## Staat van dienst
De Yamato was het vlaggenschip van 12 februari 1942 tot 11 februari 1943. Hierna nam de Musashi die functie over. Op 1 april 1945 begon de Yamato haar laatste missie, operatie Ten-gō: een zelfmoordaanval tegen de Amerikaanse vloot ten westen van Okinawa. 7 april 1945 werd het schip samen met de kruiser Yahagi en acht torpedobootjagers (in het Engels destroyers) opgemerkt door een Amerikaanse duikboot. De Amerikaanse marine stuurde 386 vliegtuigen op ze af met het doel de schepen te vernietigen. De Yamato incasseerde acht bommen en tien torpedo’s. In totaal verloren 2.475 bemanningsleden het leven, 269 zeelieden wisten te overleven en werden opgepikt.

## Operatie Ten-gō

### Het Plan

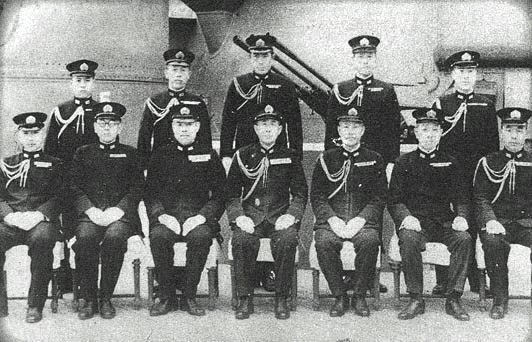
De officieren van de Yamato voor operatie Ten Go

Eind maart 1945 riep Keizer Hirohito zijn militaire adviseurs bij zich in Tokyo. Nadat de Japanners zware nederlagen hadden geleden, waaronder de Slag om de Filipijnen en Iwo Jima, wilden de Amerikanen nu ook Okinawa binnenvallen. De bijeenkomst had dus als doel een tegenoffensief te beginnen nabij Okinawa. De missie, genaamd operatie Ten-gō, zou bestaan uit een collectieve aanval van de marine, kamikazepiloten en grondtroepen. De marine was echter gereduceerd tot slechts enkele schepen en zou tien oorlogsschepen omvatten, met als vlaggenschip de Yamato. Ook de luchtmacht was gekrompen door grote verliezen, wat ervoor zorgde dat er geen luchtsteun mogelijk was voor de schepen. Deze missie zou een zelfmoordmissie zijn, want eenmaal aangekomen zou de Yamato zich op de kust van Okinawa opstellen om als beschutting te dienen tot hij vernietigd zou zijn. Onder de bemanning ontstond er dan ook onenigheid omdat het voor sommigen totaal zinloos leek. Uiteindelijk besloot men toch aan de wensen van de keizer te gehoorzamen en de operatie aan te vatten. Onder leiding van Viceadmiraal Seiichi Itō en Kapitein-ter-zee Kōsaku Aruga vertrok het schip op 7 april 1945.

### Confrontatie
Op de dag na zijn afvaart, beleefde de Yamato zijn eerste confrontatie. Twee duikboten, de USS Threadfin en USS Hackleback, zagen de Japanse vloot nabij het Kanaal van Bungo. Geen van beiden kon echter aanvallen vanwege de snelheid van de Japanse schepen. Ze konden enkel de coördinaten doorgeven aan hun meerderen. Het was Viceadmiraal Marc Mitscher, die uiteindelijk als eerste de Yamato opspoorde. Hij had het bevel over Task Force 58, een vloot die voornamelijk bestond uit vliegdekschepen. Deze stelde zich op in het noordoosten van Okinawa, en liet verschillende divisies van vliegtuigen de omgeving afzoeken.

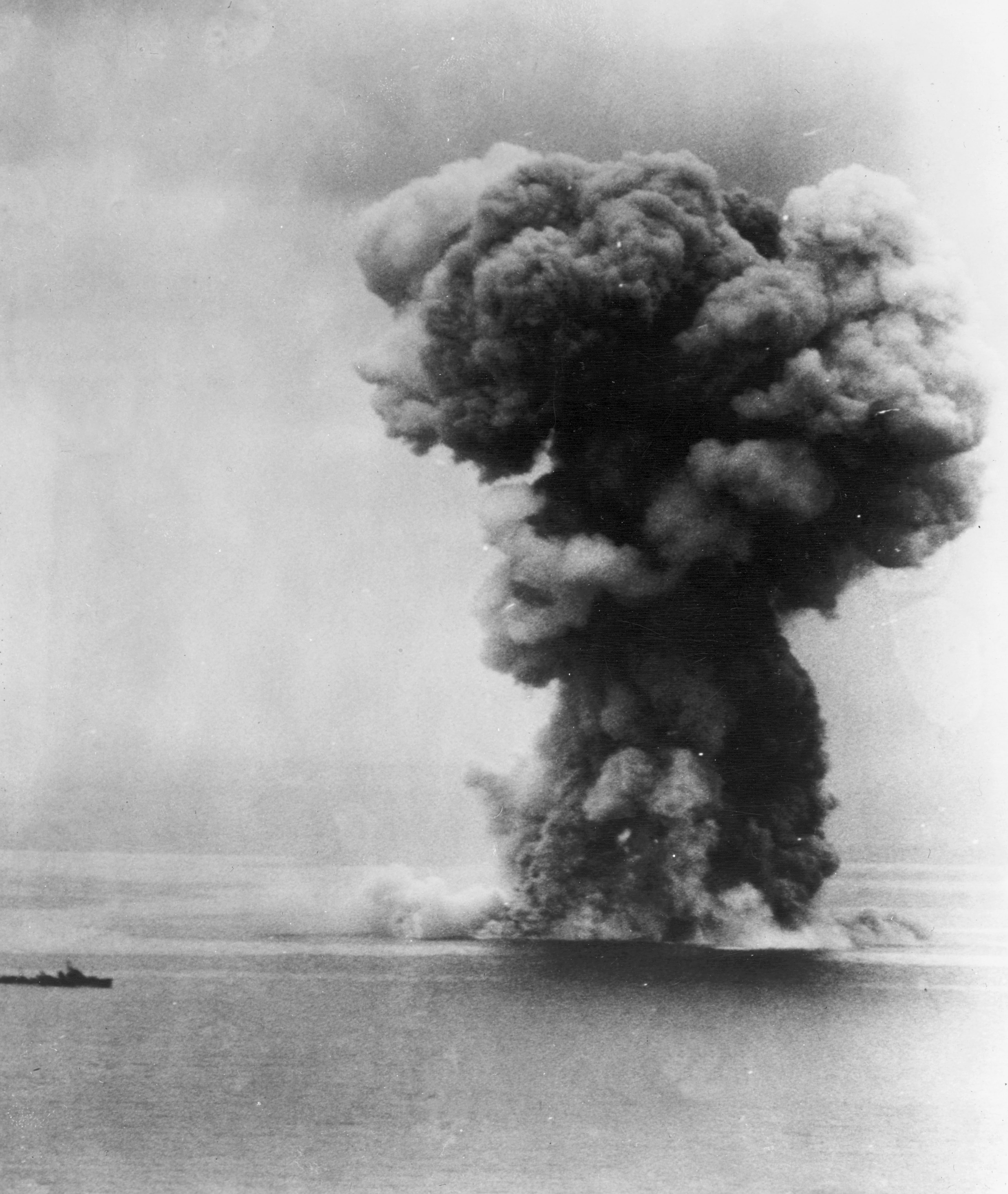
De ontploffing die volgde nadat het schip kapseisde

Op 7 april 1945 rond 12:30 begon het laatste gevecht van de Yamato. De aanval van de Amerikanen bestond uit drie golven van meer dan 250 vliegtuigen, voornamelijk bommen- en torpedowerpers. Ondanks de uitzonderlijke behendigheid van de Japanse schepen, raakte de Yamato al in de eerste fase van het gevecht beschadigd in de radarruimte, met als gevolg dat men met veel minder precisie kon schieten. Eerst gingen er enkele Japanse torpedobootjagers, zoals de Hamakaze ten onder. De schade aan de Yamato bleef redelijk beperkt  buiten enkele brandhaarden op het dek en een aantal lichte overstromingen. De tweede aanval, rond 13:00 zorgde al voor meer ravage. Het reduceerde de snelheid van de Yamato tot 18 knopen, en het schip begon 16° te hellen. Bij de derde en laatste golf verslechterde de situatie nog meer. Om te voorkomen dat het schip zou kapseizen, gaf viceadmiraal Seiichi Itō het bevel om een ander deel van het schip ten koste van de bemanning die er nog vastzat te laten onderlopen.
Deze actie had nauwelijks effect en doordat het afzuigsysteem vernield was bleef het schip kantelen. Op verschillende plaatsen waren er brandhaarden die men niet meer onder controle kreeg. Uiteindelijk gaf Viceadmiraal Seiichi Itō om 14:00 het bevel tot evacuatie. Hij en Kapitein-ter-zee Kōsaku Aruga besloten om samen met hun schip ten onder te gaan. Enkele minuten later kapseisde het schip helemaal, gevolgd door een enorme explosie.
De explosie zorgde voor een paddestoelwolk. Van de tien schepen bleven er uiteindelijk nog maar vier over. Slechts 269 bemanningsleden van de Yamato hadden het overleefd. Het voor Japan bedroevende nieuws werd in eerste instantie voor het publiek verzwegen. Het was de Minister van de Marine, Mitsumasa Yonai, die de keizer moest informeren.

## Post-1945
- Enkele bekende boeken over de Yamato zijn “Battleship Yamato” van Janusz Skulski, en “A Glorious Way to Die: The Kamikaze Mission of the Battleship Yamato, April 1945” van Russell Spurr
- In de loop van 1948 komt de Amerikaanse marine in het bezit van foto's van de proefvaart van de Yamato. Tot die tijd waren er enkel foto's beschikbaar van de bovenzijde van het schip, genomen door aanvalsvliegtuigen van de Amerikaanse marine.
- In 1953 verschijnt er in Japan de film Senkan Yamato, geregisseerd door Yutaka Abe. Deze rolprent is gebaseerd op het boek Senkan Yamato-no Saigo, geschreven door een overlevende officier genaamd Yoshida Mitsuru.
- Rond 1970 is men begonnen aan een anime met als hoofdthema een moderne Yamato: Space Battleship Yamato (宇宙戦艦ヤマト/Uchū Senkan Yamato). Deze werd na enkele aanpassingen ook uitgezonden in Amerika onder de naam Star Blazers. Naast de anime zijn er ook enkel live-action films uitgebracht waaronder: Yamato (男たちの大和/Otoko-tachi no Yamato) en de verfilming van Space Battleship Yamato (SPACE BATTLESHIP ヤマト/Supēsu Batorushippu Yamato). De serie zelf gaat over een hypermodern ruimteschip dat gebouwd is in het wrak van het Yamato slagschip en de vijanden van de aarde in de ruimte gaat bevechten. Na drie seizoenen en vijf films blijft de serie doorgaan met plannen voor een zesde animatie- en zelfs een eerste live action film.
- In 1979 verschijnt het stripverhaal "De dochter van de wind" uit de reeks Yoko Tsuno door auteur Roger Leloup, waarin het wrak van de Yamato een belangrijke rol toebedeeld krijgt.
- Op 1 augustus 1985 vindt een Japanse expeditie het wrak op 300 meter diepte. Het achterschip ligt volledig ondersteboven. Het middenschip is haast volledig vernietigd door de grote hoeveelheid munitie die ontplofte tijdens het zinken. Het voorschip ligt op zijn stuurboordzijde.
- In 1999 wordt een tweede expeditie ondernomen naar de Yamato. Enkele restanten worden geborgen en uitvoerig gedocumenteerd.
- In 2005 wordt in Kure het Yamatomuseum geopend. Als pronkstuk stelt men een scheepsmodel ten toon van meer dan 25 meter lang, schaal 1:10. Datzelfde jaar kwam er een film uit genaamd Otoko-no Yamato. Hierin werd het schip en haar bemanning gevolgd tijdens Operatie Ten-Go. Voor de filmopnamen werd een groot deel van het schip op ware schaal nagebouwd in de stad Onomichi (prefectuur Hiroshima).

### “Senkan Yamato”
Het schrijnende verhaal van het onvermijdelijke ten onder gaan van dit schip en de gemoedstoestand van de bemanning wordt beschreven in “Senkan Yamato”, geschreven door een van de weinige overlevende bemanningsleden, Yoshida Mitsuru. Het boek is niet enkel waardevol omdat het een van de zeldzame verslagen is geschreven door een overlevende van een zelfmoordmissie, maar ook stond het zinken van de gigant symbool voor het ten onder gaan van het imperiale Japan. Yoshida’s nuchtere schrijfstijl maakt het een onmiskenbaar document om inzicht te krijgen.
Het boek zelf leest als een dagboek. Mitsuru beschrijft hoe hij dag na dag zijn taken op de Yamato uitvoert en interacties met de andere bemanningsleden heeft, aangevuld met persoonlijke reflecties. Geen nationaal getinte betogen, geen oneindige liefde voor de keizer.
Dit is echter niet het verhaal van een landverrader, integendeel. Het ontbreken van fanatisme en de gematigdheid van het weinige commentaar wat Mitsuru geeft, zorgt ervoor dat het des te harder aankomt. De instelling van de bemanning lijkt die van een goed geoliede machine te zijn, die echter, door de macht der gewoonte, met open ogen zijn eigen ondergang tegemoet gaat.
De Amerikaanse bezetters hebben de uitgave van het boek lang tegengehouden. Hoewel er geen expliciet nationalistische ondertoon in het boek verwerkt zit, werd het concept op zich als ‘bezwarend’ bestempeld. Yoshida Mitsuru herschreef het requiem voor de Yamato en publiceerde het in een pulp magazine. Hij werd hiervoor door de censuurcommissie zwaar op de vingers getikt en het zou tot 1952 duren vooraleer de volledige tekst voor het publiek beschikbaar werd. De originele versie uit 1946 werd pas twee jaar na de dood van de auteur, in 1981, beschikbaar.

### Reflecties Mitsuru
Deze Yamato hype wist zelfs de aandacht te trekken van Yoshida Mitsuru zelf. Hij wijdde een artikel in de “Japan Echo” aan het onderwerp genaamd: “The ‘Space Cruiser Yamato’ Generation”. Hij vertrekt echter niet vanuit het standpunt van ‘overlever van het echte Yamato slagschip’, maar buigt zich over de interesse van de jongere generatie in de hype. Hij erkent enkele verwijzingen, maar besluit dat de films niets meer met het historische gebeuren te maken hebben.

“Fortunately, the space cruiser Yamato is decisively different from the battleship Yamato and the young audiences' excited heartbeats and tear stained cheeks indicate pure, innocent sentiments that have no relation to the futile deaths of the kamikaze units.”.
In de tweede film merkt hij de nationalistische ondertonen op maar spreekt zich hier, net zoals in “Requiem for battleship Yamato” nooit expliciet over uit. Zijn beschrijvende stijl is alomtegenwoordig in het artikel en slechts in de laatste zin “Youngsters need only be aware that someday they too, will have to experience the relentless struggle of nationalism.” laat hij een zekere kritiek doorschemeren.

## Naamgeving
Naast de gebruikelijke on'yomi en kun'yomi is er ook een andere manier om kanji samen te stellen. De jukujikun legt de nadruk niet zozeer op de leeswijze, maar eerder op de betekenis van de individuele kanji.
De naam van het schip bestaat deze uit twee kanji: 大和. De on- en kun’yomi van 大 zijn respectievelijk dai en oo, als voor 和 zijn het wa en nago/yawa/a. 大和 kan zou gelezen kunnen worden als bv, daiwa, maar dat is onjuist en het kan enkel gelezen kan worden als yamato. Dit komt omdat yamato een jukujikun is zoals eerder vermeld, en men zich dus niets moet aantrekken van de on- en kun’yomi.
De betekenis van beide kanji zijn voor de eerste “groot” en voor het tweede “Japans” of “harmonie/eenheid”. Als men deze gaat samenvoegen krijgt men dus “het grote Japan” of “de grote harmonie/eenheid”. Daarnaast wordt het woord “yamato” vaak gebruikt voor typische Japanse dingen zoals: “Yamato-damashii”, wat de Japanse geest betekent, of de “Yamato-e”, die terugslaat op de Japanse tekeningen, etc...
Het feit dat de naam van het schip letterlijk “groot/verenigd Japan” betekende, laat zien dat het schip gezien werd als een cultureel symbool, die de hoop van Japan voorstelde tijdens de Tweede Wereldoorlog. Bovendien deelt het schip haar naam met de oude Japanse clanstaat die Japan verenigde. Deze nationalistisch geladen naam, samen met de wanhopige aard van haar ondergang, maakte dat de Yamato al snel symbool ging staan voor het Japanse imperium. Toen deze nationale trots zonk, was het eigenlijk al duidelijk hoe het de rest van het keizerrijk zou vergaan. Maar net als de Yamato, zou Japan nog liever met man en muis vergaan dan zich aan de vijand gewonnen te geven.

## Schaalmodel

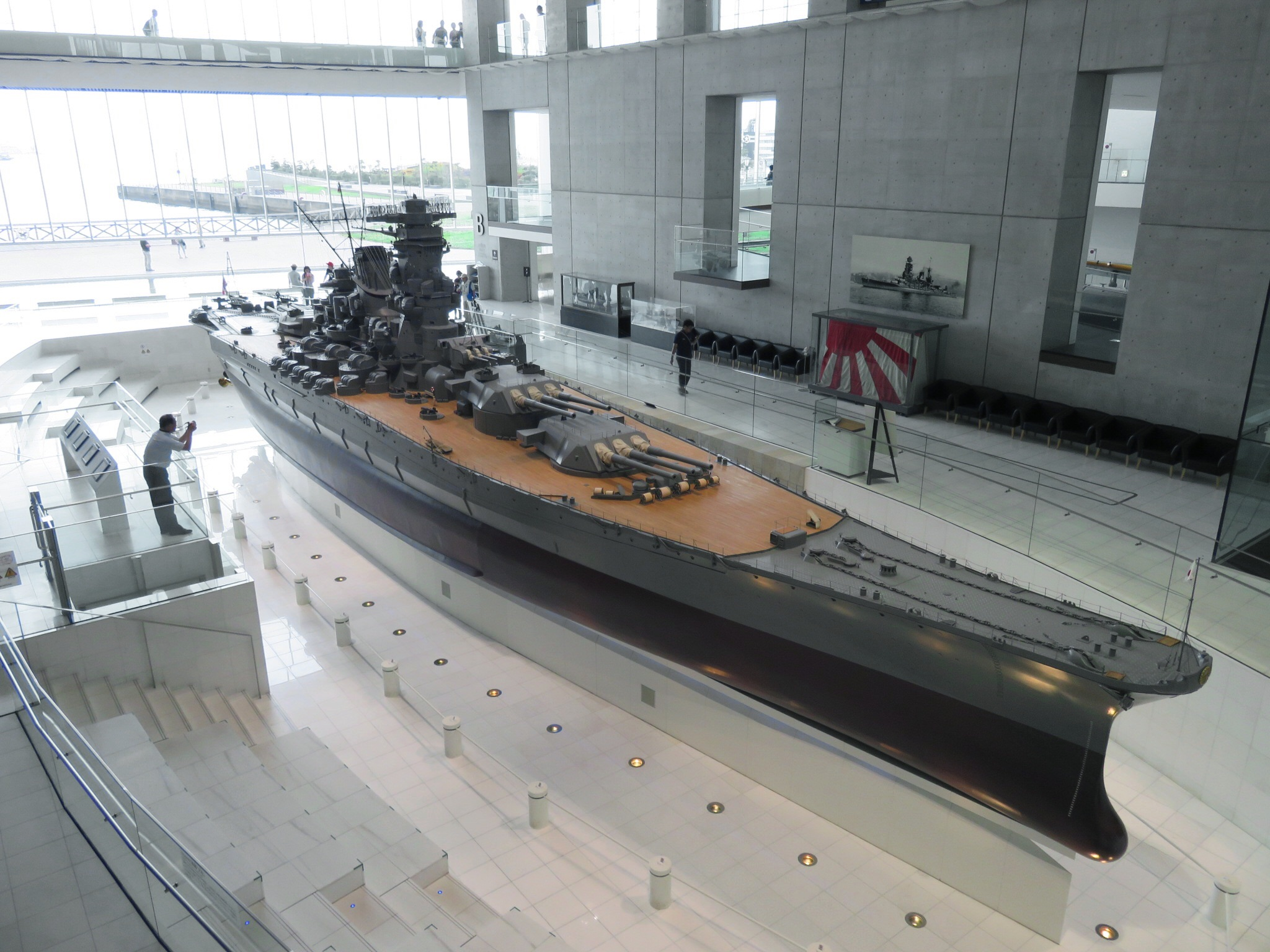
Schaalmodel van het slagschip Yamato

In het Kure Maritiemmuseum, ook wel bekend als het Yamatomuseum, ligt een groot schaalmodel van het schip. Het model is ruim 26 meter lang en voor de bouw hiervan is gebruik gemaakt van de originele bouwtekeningen, foto's en opnames van het wrak.

## Voetnoten
1. ↑  De Japanse Marine werd ook wel de Japanse Keizerlijke Marine genoemd, en bestond van 1869 tot 1947
2. ↑  Het bereik van deze kanonnen lag rond de 42 km, waardoor andere schepen niet eens in de buurt konden komen
3. ↑  Omgezet naar km/u is dit gelijk aan 50km/u
4. ↑  Zelfs Viceadmiraal Seiichi Itō, die de vloot moest leiden, stond in eerste instantie weigerachtig tegenover de missie
5. ↑  Seiichi Itō had het bevel over de hele vloot en bevond zich op de Yamato, na zijn dood werd hij benoemd tot admiraal
6. ↑  Kōsaku Aruga had enkel het bevel over de Yamato, en werd na zijn dood benoemd tot Vice-admiraal
7. 1 2  Mitsuru, Yoshida. "The "Space cruiser Yamato" generation", Japan Echo, 1979
8. ↑  zie bronnen; Yamato: ontstaan, evolutie en mythologie.